# Орлов, Александр Васильевич (1923—2016)
Александр Васильевич Орлов (29 августа 1923 — 15 декабря 2016) — ветеран Великой Отечественной войны, фронтовик, ветеран труда, Заслуженный деятель науки РФ, доктор экономических наук, почетный профессор МГУ ПС, почетный железнодорожник.

## Биография
Александр Васильевич Орлов Родился в российском городе Спасск-Рязанский.
С лета 1942 по май 1945 воевал на фронтах Великой Отечественной войны в качестве командира расчета знаменитых «Катюш». Закончил войну на Дальневосточном фронте, где была одержана победа над милитаристской Японией. За участие в ВОВ Орлов А. В. получил правительственные награды: медаль «За отвагу», медаль «За победу над Японией» и орден «Отечественной войны».
В 1945 году Александр Орлов поступил в МГУ им. Ломоносова (Москва), где защитил диплом и сдал госэкзамены на отлично.
После учёбы его направляют работать в престижную по тем временам организацию Совинформбюро.
С 1951 г. Орлов становится преподавателем кафедры «Политической экономии». В это время он изучает вопросы, касающиеся стимулирования и оптимизации заработной платы на железнодорожном транспорте.
С 1958 г. Орлов становится кандидатом экономических наук, а с 1969 г. Орлов уже получает звание доктора экономических наук.
С конца 70-х годов начинается новый этап в  научной работе Орлова, связанный с синтезом макроэкономики с экономикой железнодорожного транспорта. Работа Орлова открыла новые ракурсы исследований отраслевых и макроэкономических проблем в их единстве.
Профессором Орловым А. В. за период деятельности с 1958 по 2013 годы издано 5 монографий, опубликовано 20 статей в центральных научных экономических журналах и 8 статей отраслевых в изданиях «Железнодорожный транспорт» и «Мир транспорта». В публикациях этого периода важное место отводится показу роли железнодорожного транспорта как важного фактора ускоренного роста экономики.
Научная и преподавательская деятельность профессора Орлова А. В. не ограничивалась рамками кафедры политической экономии. В 70-годах он трижды выезжал в продолжительные командировки в бывшие Чехословакию и ГДР, где проводил научную и преподавательскую деятельность. Итогом этой деятельности, стали публикации в ряде академических экономических журналов Чехословакии.
За творческое приложение экономической теории к актуальным проблемам железных дорог, ему в 1984 г. присваивается звание Заслуженного Деятеля Науки РФ. С 1971 по 1993 г.г. профессор Орлов А. В. заведовал кафедрой «Политическая экономия». С 1972 г. при кафедре открывается аспирантура. Под руководством Орлова А. В. было подготовлено и защищено 12 кандидатских и одна докторская диссертации. В начале 90-х Орлов В. А. разрабатывает новые программы курса преподавания политэкономии и экономической теории.

## Научная деятельность
Опубликованные за весь период его деятельности 33 научных статьи в центральных и отраслевых журналах, в том числе и написанные в соавторстве, были переведены на электронные носители и находятся в библиотеке МИИТа и на кафедре" Экономической теории и мировой экономики".

## Труды
1. Орлов А.В . , П е р е т р у т о в В . Н . Организация заработной платы на железнодорожном транспорте. — М.: Транспорт, 1965.-243 с.
2. Орлов А. В. , Ю р ч е н к о И . Ф . Заработная плата железнодорожников в новых условиях экономического стимулирования. — М.: Транспорт, 1970. — 156 с.
3. Орлов А. В. , О р л о в В . А .Железнодорожный транспорт в системе общественного воспроизводства М.: «Дашков и К», 2014. — 130 с.
4. Орлов А. В. Материальная заинтересованность в системе стимулирования //Социалистический труд — 1966. — № 5 с.(34 — 39)
5. Орлов А. В. Вопросы организации заработной платы //Вопросы экономики. — 1969 — № 8, с.(85 — 91)
6. Орлов А. В. Об экономических основах дифференциации заработной платы и её тенденциях //Экономические науки. — 1974. — № 5, с.(37 −43)
7. Орлов А. В. Транспорт — сфера материального производства //Экономические науки 1981. — № 3, с.(27 — 31)
8. Орлов А. В. Транспорт и эффективность экономики //Плановое хозяйство 1987. — № 4, с.(96 — 99)
9. Орлов А. В. , О р л о в В . А . Производство и обращение: коррекция в положении Маркса //Мир транспорта. — 2004 — № 4, с.(46 — 51)
10. Орлов А. В. , О р л о в В . А . Железнодорожный транспорт: необходимость опережающего развития. //Экономист — 2006 — № 5, с. (45 — 50)
11. Орлов А. В. Железнодорожный транспорт в условиях рыночных отношений и конкурентных рынков //Железнодорожный транспорт. — 1995 — № 12, с.(38 — 41)
12. Орлов А. В. О транспортном рынке, спросе и конкуренции //Мир транспорта. — 2012 -№ 4, с(76 — 81)